# 상식 (지식)
상식(common knowledge)은 일반적으로 알고 있거나 알아야 하는 지식이다. 판단력, 사리 분별의 의미로 사용되는 상식(common sense)과는 차이가 존재한다. 

## 개요
상식은 과학, 문학, 역사, 오락 등 광범위한 주제에 관한 것일 수 있다. 개인은 종종 서로 다른 지식 기반을 갖고 있기 때문에 상식은 다양할 수 있으며 때로는 대규모 그룹의 사람들 사이에 공통 지식이 무엇인지 확실히 알기 위해 대규모 연구를 수행할 수도 있다. 흔히 상식은 인용할 필요가 없다. 상식은 일반 지식과 구별된다.

## 같이 보기
- 상식
- 합의된 실재
- 문화유산
- Cyc
- 경험칙
- 사회 구성주의
- 주지의 사실
- 일반적인 오해 목록
- 순진한 물리학